# El Sol de Puebla
El Sol de Puebla es un diario mexicano fundado el 5 de mayo de 1944 en la ciudad de Puebla y que actualmente pertenece a Organización Editorial Mexicana siendo anteriormente miembro de la Organización Periodística García Valseca.
El Sol de Puebla cuenta con su sitio web elsoldepuebla.com.mx desde abril de 2016, años en el que conformó un equipo web para informar minuto a minuto a la sociedad poblana.
Las instalaciones de este diario están en pleno corazón de la capital poblana, en 3 oriente #201, y el emblemático edificio evoca una de las leyendas más famosas de la ciudad: "La casa del que mató al animal"

## Secciones
- Local
- Finanzas
- Municipios
- México y Mundo
- Círculos
- Deportes
- Gossip

Policía

## Suplementos
- Normal
- Autos
- Infantil
- Esto